# 芬兰铁路博物馆
芬兰铁路博物馆（芬蘭語：Suomen Rautatiemuseo）是位于芬兰许温凯市的有关铁路运输的全国性专门博物馆。博物馆初创于1898年，当时是在赫尔辛基。1973至1974年间博物馆迁至许温凯。
铁路博物馆位于许温凯火车站附近，汉科-许温凯铁路线上原有的火车站和仓库区域内。该区域的环境源于1870年代，处于保护之中，不过现在那里建有两座现代风格的仓库。区域内除了车站建筑之外还有火车头仓库和一些住宅建筑。
博物馆在三公顷的范围内有大约5000平方米的展览区。永久性的展品中包括珍贵且具有历史意义的俄国沙皇的专列以及芬兰总统的沙龙列车。陈列中有十辆蒸汽机车，包括芬兰存留最老的建于1868年的机车以及几辆芬兰国产机车。另外博物馆内每年更换不同的展览。博物馆的院子里有轨距为184毫米的公园铁轨，夏天特别是举办活动的时候可以运行小火车。公园铁轨上使用博物馆或者爱好者制作的1：8尺寸的车厢。
铁路博物馆里有从机车到铁路员工制服帽子的各类藏品两万余件，以及超过20万张照片。博物馆内还有大量的设计制图，包括各种机车的制图以及火车站公园的规划图等。图书馆中则有超过一万六千本手册。
2014年时博物馆有10个长期雇员及一些临时雇员。

## 图集

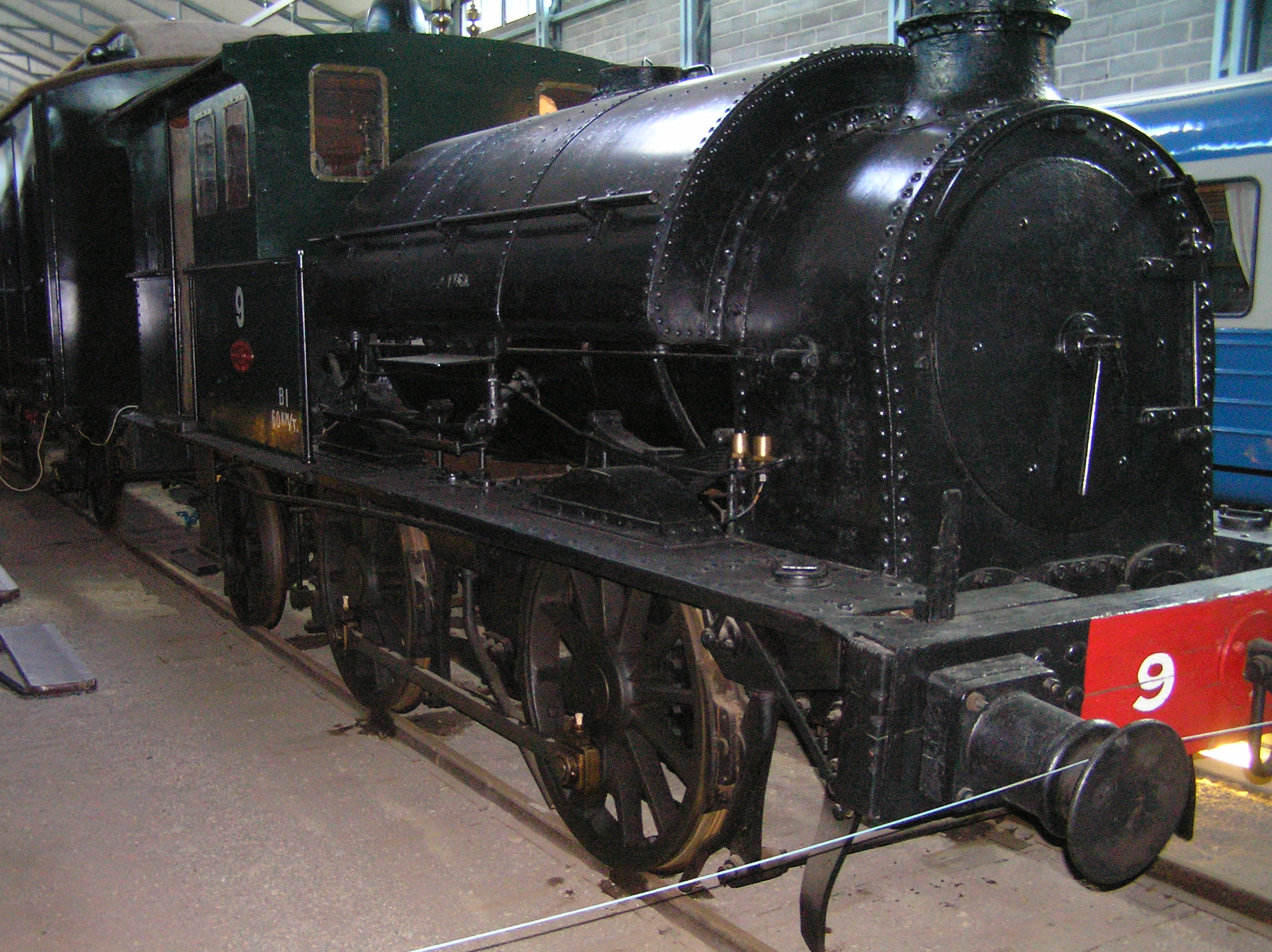
芬兰保存下来的最老的机车
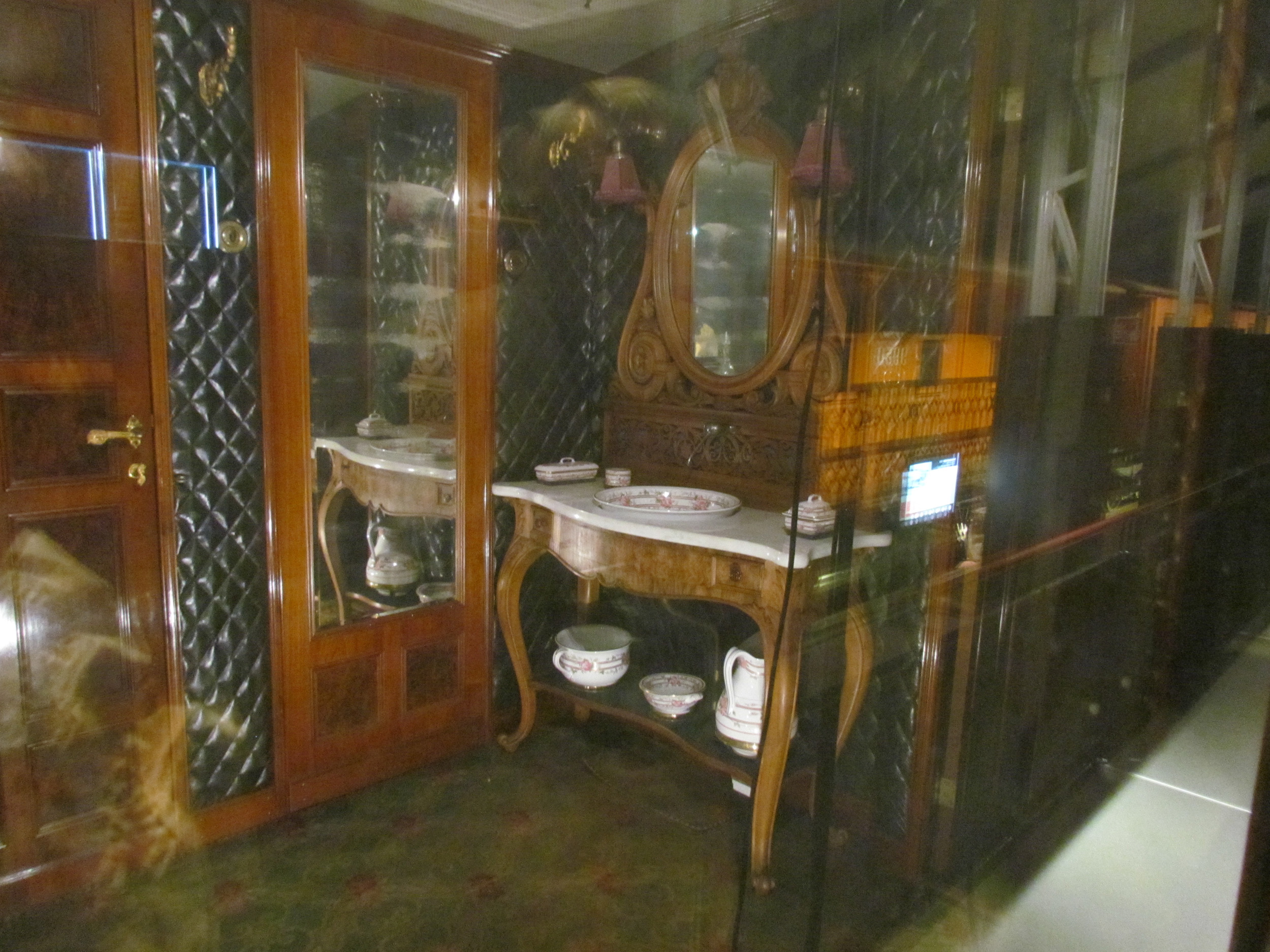
沙皇专列里的摆设
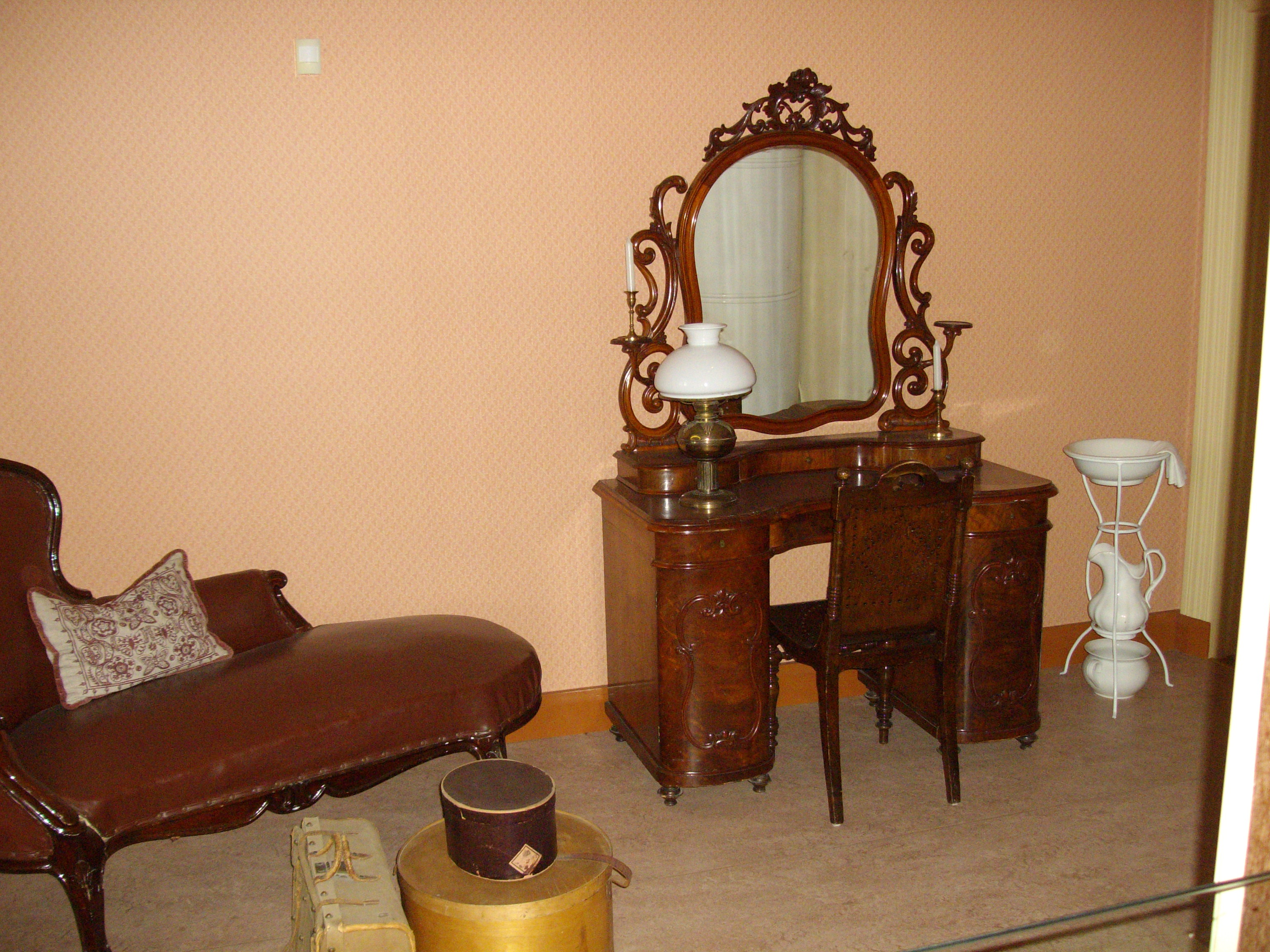
女性专用候车室里的摆设
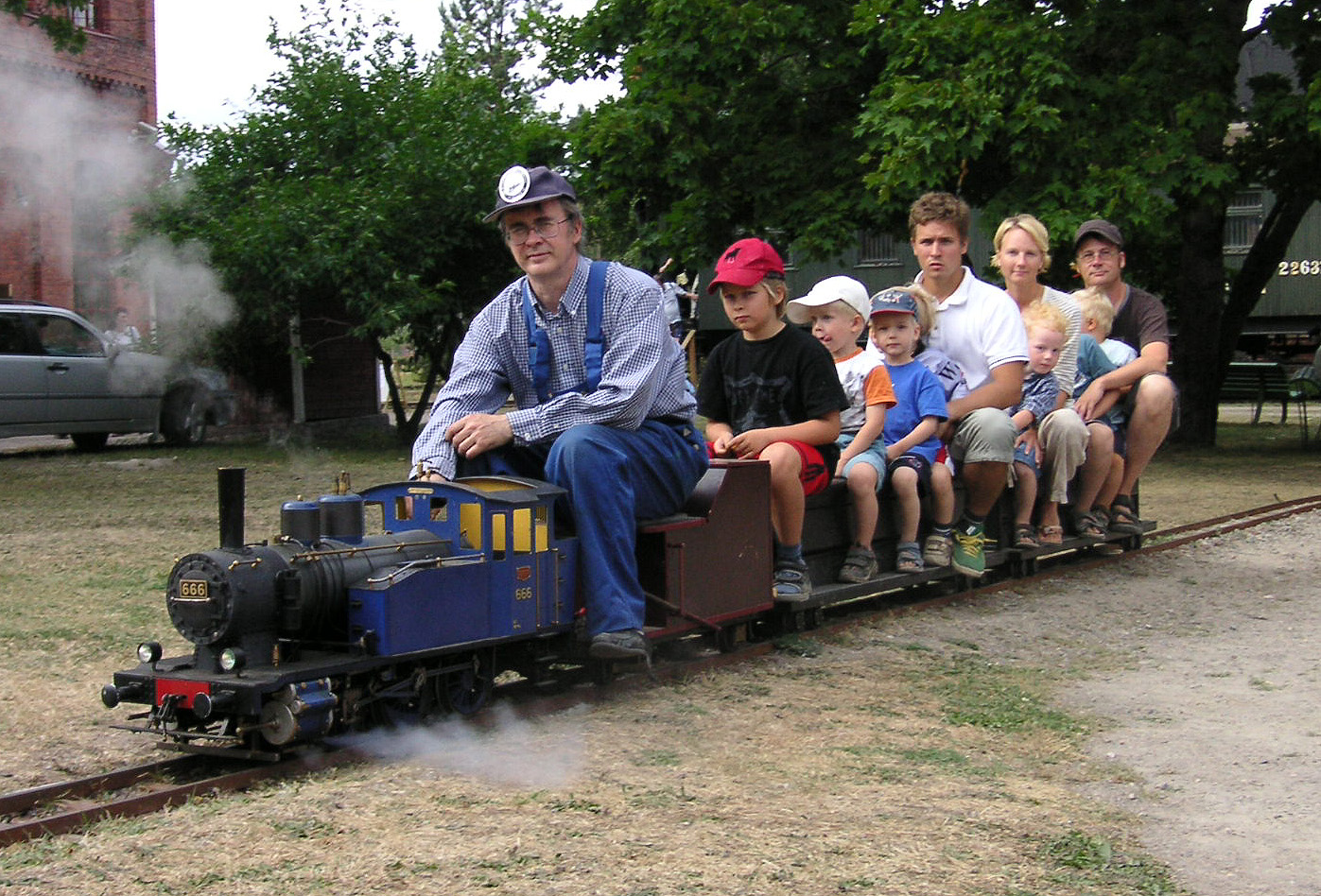
院子公园里的1：8尺寸的小火车